# Олівет (Іллінойс)
Олівет (англ. Olivet) — переписна місцевість (CDP) в США, в окрузі Вермільйон штату Іллінойс. Населення — 336 осіб (2020).

## Географія
Олівет розташований за координатами 39°56′29″ пн. ш. 87°38′17″ зх. д. / 39.94139° пн. ш. 87.63806° зх. д. (39.941408, -87.637943).  За даними Бюро перепису населення США в 2010 році переписна місцевість мала площу 6,17 км², уся площа — суходіл.

## Демографія
Згідно з переписом 2010 року, у переписній місцевості мешкало 428 осіб у 140 домогосподарствах у складі 103 родин. Густота населення становила 69 осіб/км².  Було 161 помешкання (26/км²).
Расовий склад населення:
| - 99,3 % — білих - 0,5 % — азіатів |

До двох чи більше рас належало 0,2 %. Частка іспаномовних становила 1,2 % від усіх жителів.
За віковим діапазоном населення розподілялося таким чином: 31,8 % — особи молодші 18 років, 55,1 % — особи у віці 18—64 років, 13,1 % — особи у віці 65 років та старші. Медіана віку мешканця становила 35,0 року. На 100 осіб жіночої статі у переписній місцевості припадало 151,8 чоловіків;  на 100 жінок у віці від 18 років та старших — 126,4 чоловіків також старших 18 років.
Середній дохід на одне домашнє господарство  становив 85 064 долари США (медіана — 53 571), а середній дохід на одну сім'ю — 102 076 доларів (медіана — 85 250). За межею бідності перебувало 12,5 % осіб, у тому числі 0,0 % дітей у віці до 18 років та 0,0 % осіб у віці 65 років та старших.
Цивільне працевлаштоване населення становило 194 особи. Основні галузі зайнятості: виробництво — 36,6 %, роздрібна торгівля — 24,2 %, освіта, охорона здоров'я та соціальна допомога — 22,2 %.